# Walter Schwartz
Walter Erwin Otto Schwartz (17. april 1889 på Frederiksberg – 6. november 1958 i København) var en dansk maler og kunstkritiker, far til Malene Schwartz.

## Baggrund og uddannelse
Han var søn af herredsfoged og borgmester i Skagen Otto Schwartz og hustru forfatterinden Alba Schwartz og voksede op i et kunstnerisk præget hjem, hvor skagensmalerne var gæster.
Walter Schwartz' første lærer i malerkunsten var hans farbror Frans Schwartz. Han blev dernæst uddannet som maler på Det tekniske Selskabs Skole, hvor han gik om vinteren, mens han om sommeren studerede hos Michael Ancher 1904-08. 1907-10 var han elev på Kunstakademiet med Viggo Johansen og Joakim Skovgaard som sine lærere.
Schwartz påbegyndte så en længere udlandsrejse, som førte ham til Italien, Tunis, Paris og London 1911-13. Han udstillede på Kunstnernes Efterårsudstilling (1908-09, 1912 og 1929), på Unge Kunstneres Forbund 1909 og på Charlottenborg (1911, 1914 til 1920, 1924-25). Paris genså han i 1920-22, hvor han fik en udstilling på Salon d'Automne 1921 og på Salon des Indépendants 1922.
1916 slog han sig ned i Skagen, hvor han sammen med Mads Peter Mosbjerg repræsenterede en yngre generation af skagensmalere, som dyrkede en lysere kolorit og mere moderne stil. Schwartz og Mosbjerg havde udstillet på Sommerudstillingen på Skagen Tekniske Skole i 1914. Samtidig gav han privatundervisning.
Han havde separatudstillinger hos Anton Hansen, København 1918 og 1922 og posthumt hos Lyngby Kunstforening 1990.

## Kunstkritiker og forfatter
1928 opgav Schwartz både livet i Skagen og maleriet og blev medarbejder ved Politiken, hvor han 1943 fik titel af kunstkritiker. Han var formand for Foreningen af danske Kunstkritikere 1948-57. Sideløbende udgav han en lange række kunsthistoriske bøger og monografier samt nogle selvbiografiske værker.
Han blev gift 8. juni 1935 på Frederiksberg med Annelise Gamst Jensen (2. april 1913 i København - 7. oktober 1989), datter af overingeniør, cand.polyt. Carl L.E. Jensen og hustru Karen Gamst Jensen.
Han er begravet på Søndermark Kirkegård (fællesgrav).

## Malerier
- Krøyers Hus (1906, Skagens Museum)
- Dameportræt (1908)
- Pont de la Tournelle, Paris (udstillet 1909)
- Landskab ved Vestervig (udstillet 1909)
- Bretagnekoner, Concarneau
- Ung kvinde med sit sytøj (udstillet 1918)
- St George's Square, London (udstillet 1918)
- Klar oktoberdag, Nordsjælland (udstillet 1918)
- Landskab, Sørup i sne (udstillet 1918)
- Skagen Kirke (udstillet 1918)

## Forfatterskab
- "Det nye Skagen, kronik i Politiken, 25. marts 1928.
- Malere ved Staffeliet. Seks Kunstnerportræter fra Skagens store Tid, 1941, egne vignetter.
- Malene, en børnepsykologisk Studie, 1944.
- medarbejder ved Satire og Humor, 1946.
- Maleren Robert Storm P. (1947.
- "Hugo Liisberg", i Vor Tids Kunst, 1947.
- Dansk Illustrations-kunst fra Valdemar Andersen til Ib Andersen, 1949.
- Satire og Humor i Verdenskunsten, 1949.
- Kunstnernes Efteraarsudstilling 1900-1950, 1950.
- »KWIMS« - et tidsbillede fra firserne, 1950.
- Skagen i Nordisk Kunst, 1952.
- "Henrik Schouboe" i Vor Tids Kunst, 1954.
- Sophus Paulsen, en kunstner og hans tid, 1954.
- Man havde tid til at blive voksen. Et tidsbillede fra halvfemserne, 1955.
- Georg Jensen – hans tid og slægt, 1958.
- Impressionismen og Expressionismen, begge 1963 (posthumt)
- De glade farvers fest, 1989 (posthumt).